# E (Komplexitätsklasse)
Die Komplexitätsklasse {\displaystyle \mathbf {E} } ist die Klasse aller Sprachen, die sich von einer deterministischen Turingmaschine in exponentieller Zeit mit linearem Exponenten lösen lassen. Es existiert also für jedes {\displaystyle L\in \mathbf {E} } eine Turingmaschine {\displaystyle M_{L}} mit einer Zeitschranke {\displaystyle t_{L}(n)\in O(k^{n})} für ein beliebiges {\displaystyle k\in \mathbb {N} }, so dass für alle {\displaystyle w\in L} die Maschine {\displaystyle M_{L}} das Wort {\displaystyle w} in höchstens {\displaystyle t_{L}(|w|)} Schritten akzeptiert.
Die Klasse {\displaystyle \mathbf {E} } spielt in der Komplexitätstheorie eine wichtige Rolle, da sie nicht wie EXPTIME unter Polynomialzeitreduktion abgeschlossen ist. Denn damit kann man schließen: PSPACE{\displaystyle \not =\mathbf {E} }. Während für {\displaystyle \mathbf {EXPTIME} } bekannt ist: {\displaystyle \mathbf {PSPACE} \subseteq \mathbf {EXPTIME} }, ist für {\displaystyle \mathbf {E} } keine Relation zu {\displaystyle \mathbf {PSPACE} } bekannt.